# Колорадо (окръг, Тексас)
Вижте пояснителната страница за други значения на Колорадо.
Окръг Колорадо (на английски: Colorado County) е окръг в щата Тексас, Съединени американски щати. Площта му е 2523 km², а населението - 20 390 души (2000). Административен център е град Калъмбъс.